# Raúl Cardozo
Raúl Cardozo, né le 26 octobre 1967 à Morón (Argentine), est un footballeur argentin, qui évoluait au poste de défenseur gauche au Vélez Sarsfield, à Newell's Old Boys, à Chacarita Juniors, à Nacional, au Club Olimpia et à Villa Dálmine ainsi qu'en équipe d'Argentine.
Cardozo ne marque aucun but lors de ses quatre sélections avec l'équipe d'Argentine en 1997. Il participe à la Copa América en 1997 avec l'équipe d'Argentine.

## Carrière
- 1989-1999 : Vélez Sarsfield
- 1999-2000 : Newell's Old Boys
- 2000-2001 : Chacarita Juniors
- 2001 : Nacional
- 2001 : Club Olimpia
- 2002-2003 : Villa Dálmine [2]

## Palmarès

### En équipe nationale
- 4 sélections et 0 but avec l'équipe d'Argentine en 1997

### Avec Vélez Sarsfield
- Vainqueur de la Copa Libertadores en 1994
- Vainqueur de la Coupe intercontinentale en 1994
- Vainqueur de la Copa Interamericana en 1996
- Vainqueur de la Supercopa Sudamericana en 1996
- Vainqueur de la Recopa Sudamericana en 1997
- Vainqueur du Championnat d'Argentine en 1993 (Tournoi de clôture), 1995 (Tournoi d'ouverture), 1996 (Tournoi de clôture) et 1998 (Tournoi de clôture)

### Avec le Nacional Montevideo
- Vainqueur du Championnat d'Uruguay en 2001